# Roger Hargreaves
Charles Roger Hargreaves (Cleckheaton, 9 mei 1935 - Royal Tunbridge Wells, 11 september 1988) was een Brits schrijver en illustrator van kinderboeken, vooral bekend van de series Mr. Men en Little Miss, bedoeld voor heel jonge kinderen. De boeken zijn eenvoudig en bevatten simpele verhalen. De tekeningen van Hargreaves hebben 25 jaar lang tot de populaire cultuur behoord. Wereldwijd werden er meer dan 85 miljoen exemplaren in meer dan 20 talen van verkocht. De boeken van Hargreaves werden in het Nederlands vertaal door Sjoerd Kuyper.

## Biografie
Hargreaves werd geboren in een privé-hospitaal in West-Yorkshire, Engeland. Hij groeide op in Cleckheaton.
Voor Hargreaves in de advertentie-industrie begon werkte hij een jaar lang voor zijn vaders bedrijf. Zijn ambitie bleef echter om cartoonist te worden, en in 1971 werd hij aangenomen als creatief directeur van een Londense firma. Zijn eerste Mr. Men boek, Mr. Tickle, werd in deze periode geschreven. In het begin ondervond hij moeilijkheden om een geschikte uitgever te vinden, maar zijn boeken waren een daverend succes en binnen drie jaar had Hargreaves al meer dan één miljoen exemplaren verkocht. In 1975 verkocht hij de rechten aan de BBC, die een animatieserie samenstelde genaamd Mr. Men Show met onder andere de stem van Arthur Lowe (Mr. Tickle).
In 1976 stopte Hargreaves met werken om zich te concentreren op zijn boeken. In 1981 begon hij aan wat Little Miss zou heten. Ook deze serie werd uitgezonden als televisieserie, ingesproken door John Alderton en Pauline Collins. Hoewel Hargreaves veel kinderboeken schreef, waaronder 25 boeken over Timbuctoo, John Mouse en Roundy and Squary, bleef hij vooral bekend voor zijn 46 Mr. Men en 33 Little Miss verhalen.
Het eerste boekje dat hij maakte met als titel Mr. Tickle ("Meneertje Kietel") kwam uit in 1971 en werd direct een succes met meer dan 1 miljoen verkochte exemplaren binnen drie jaar. In totaal zijn er 46 "Meneertjes" en 33 "Mevrouwtjes" uitgekomen in 20 talen. Andere titels zijn bijvoorbeeld Meneertje Blij, Meneertje Dapper, Mevrouwtje Kletskous en Mevrouwtje Bazig.

### Overlijden
Tussen 1979 en 1982 woonde Hargreaves met zijn familie in Guernsey. Daarna vestigde hij zich in Cowden, Kent. Hargreaves stierf in 1988 in het 'Kent and Sussex Hospital' in Royal Tunbridge Wells aan de gevolgen van een beroerte. Na zijn dood bleef zijn zoon Adam Mr. Men en Little Miss-boeken schrijven en tekenen en in 2004 verkocht zijn vrouw Christine de rechten van Mr. Men voor 28 miljoen pond aan de groep Chorion uit Groot-Brittannië.

## Series door Roger Hargreaves
- Mr. Men
- Little Miss
- Walter Worm
- John Mouse
- Albert Elephant, Count worm and Grandfather Clock
- I am...
- Timbuctoo
- Hippo Potto and Mouse
- Easy Peasy People (samen met Gray Jolliffe)
- Roundy and Squary

## Verschenen in andere boeken
In sommige boeken van Hargreaves heeft hij zichzelf ingetekend. Hij verscheen in:
- Mr. Small
- Little Miss Star